# Хмара

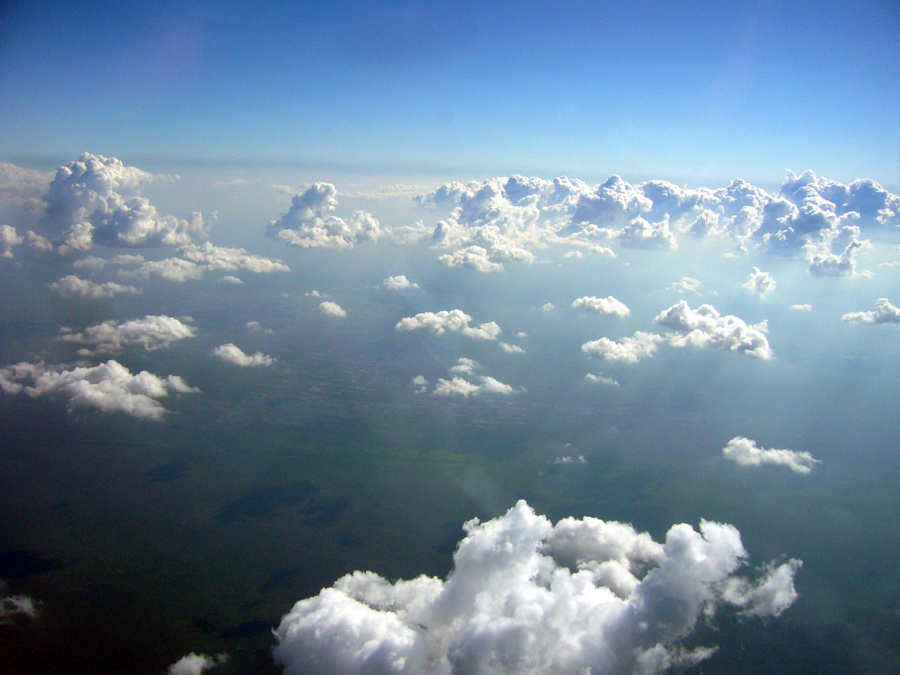
Хмари

Рух хмар

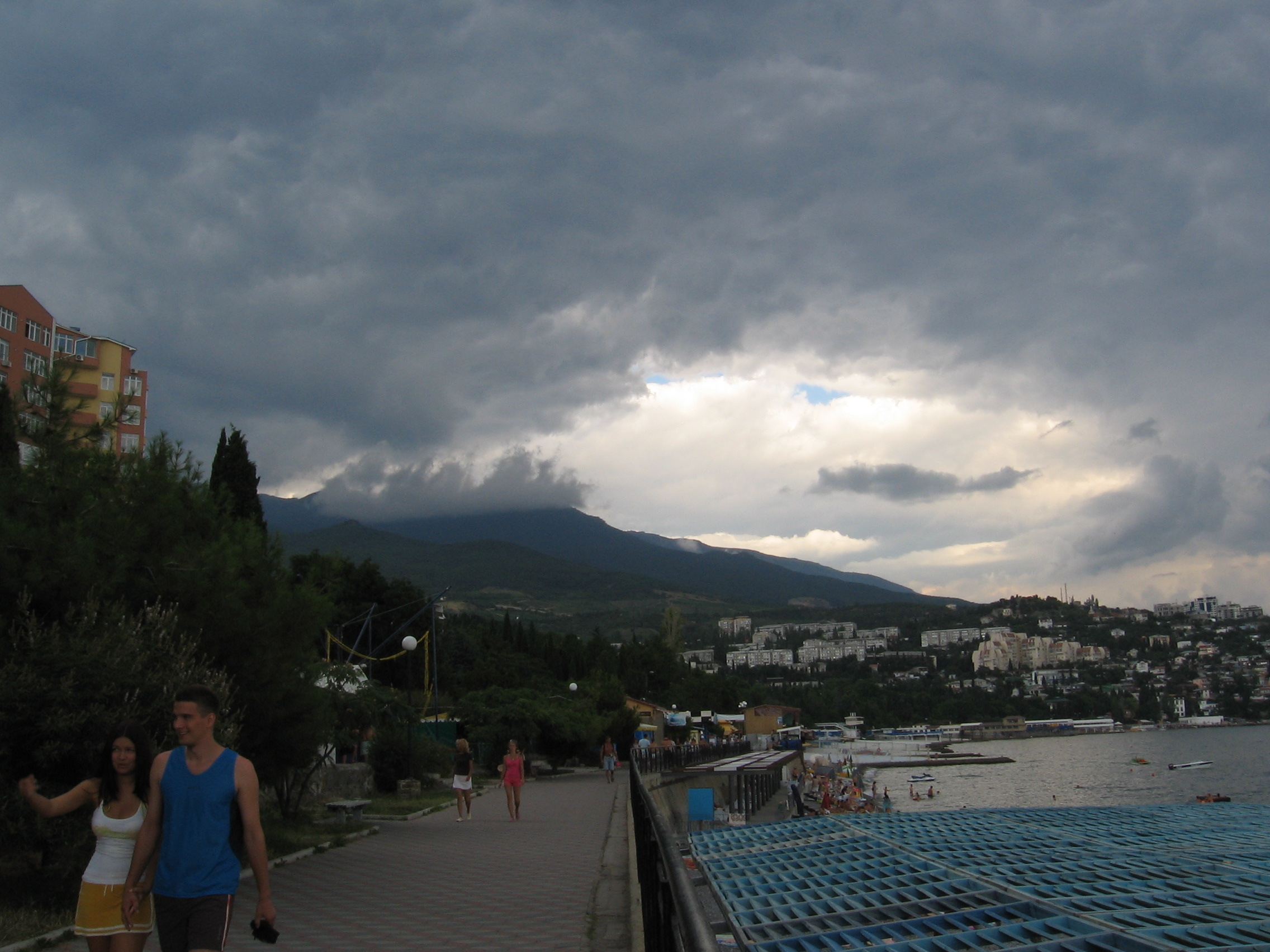
Прояснення в хмарах. Крим. Ялта.

Хма́ра — скупчення на певній висоті в тропосфері продуктів конденсації водяної пари (водяні хмари), кристалів льоду (льодяні хмари), або їх суміші (мішані хмари), видиме неозброєним оком. При укрупненні хмарних елементів і зростанні їхньої швидкості падіння вони випадають із хмар у вигляді опадів. Таке скупчення поблизу земної поверхні зветься туманом, імлою — в залежності від концентрації. Краплинки атмосферної вологи на поверхні різних тіл звуться росою, кристали льоду — інеєм. Зазвичай хмари спостерігаються в тропосфері, нижньому шарі земної атмосфери. Тропосферні хмари поділяються на роди, види, різновиди за додатковими ознаками відповідно до міжнародної класифікації хмар. Зрідка спостерігаються інші види хмар: перламутрові хмари (на висоті 20-30 км) і сріблясті хмари (70-80 км).

## Утворення хмар
Утворення хмар пов'язане з виникненням в атмосфері областей з високою відносною вологістю. Хмароутворення проходить чотири етапи:
- Випаровування вологи у вигляді водяної пари з поверхні землі, водойм, або рослинами (транспірація).
- Підйом водяної пари вгору (вологе повітря, тобто газова суміш повітря та водяної пари, легше за сухе).
- Розширення й охолодження вологого повітря з висотою, абсолютна вологість повітря зменшується, відносна збільшується.
- Коли відносна вологість повітря сягає 100 % (точки роси), відбувається зміна фазового стану води у повітрі — конденсація краплин рідкої води з водяної пари. Температура за якої відбувається цей процес залежить від початкових значень відносної вологості та температури повітря поблизу поверхні випаровування.

Наявність в атмосфері величезного числа дрібних частинок, що грають роль ядер конденсації, забезпечує появу зародкових крапель уже при досягненні насичення. Умови насичення створюються в результаті охолодження повітря, викликаного його розширенням при:
- впорядкованому підйомі на атмосферних фронтах (так утворяться хмари Ns і системи Ns-As-Ac);
- невпорядкованому турбулентному перемішуванні або хвильових рухах (St, Sc, Ac);
- конвективному підйомі (Cu, Cu Cong, Cb);
- зустрічі з гірськими перешкодами (Ac) тощо.

Подальше охолодження повітря приводить до появи надлишкової пари, що поглинається краплями що зростають в діаметрі. Таким чином, спочатку краплі ростуть переважно за рахунок конденсації водяної пари. Потім, у міру їхнього укрупнення, все більшу роль починають грати процеси зіткнення й злиття крапель одна з одною (так звана коагуляція хмарних елементів). Коагуляційний механізм — основний механізм росту хмарних крапель радіусом понад 30 мкм. При від'ємних температурах хмари можуть бути краплинні (переохолоджені), кристалічні або змішані, тобто складеними із крапель і кристалів. Малі розміри хмарних крапель дозволяють їм довго зберігатися в рідкому стані й при від'ємних температурах. Так, при −10 °C хмари у половині випадків краплинні, в 30 % — змішані, й лише в 20 % — кристалічні. Переохолоджені ж краплі в хмарах зустрічаються аж до −40 °C. Перенасичення над кристалами значно більше, ніж над краплями (пружність насичення водяної пари над льодом нижче, ніж над водою), завдяки чому в змішаних хмарах кристали ростуть значно швидше, ніж краплі, що сприяє випаданню гідрометеорів.

## Класифікація

Типове розташування хмар

Наприкінці 19 століття була прийнята міжнародна класифікація хмар. Ця класифікація являє собою поділ тропосферних хмар на роди, види, різновиди за додатковими ознаками із відповідними латинськими найменуваннями, прийнятими за міжнародною угодою. В Україні застосовуються також їхні українські еквіваленти.
Хмари можна класифікувати в різний спосіб:
- за висотою формування,
- за формою,
- внутрішньою будовою.

У залежності від швидкості висхідних потоків можна виділити три класи хмар:
- Купчасті хмари утворюються за процесів конвекції, швидкого підйому прогрітого повітря від земної поверхні та таких же швидких спадних процесів холодного з гори до низу. Площа таких конвективних комірок 1-10 км².
- Шаруваті хмари утворюються на поверхні зіткнення теплих і холодних мас повітря. Коли холодний фронт вклинюється в теплу повітряну масу й дуже повільно підіймає її над собою. Суцільна хмарність утворюється на площі тисяч км².
- Хвильоподібні хмари слугують індикатором хвильових процесів у земній атмосфері внаслідок стрибка густини (бароклин) на поверхні розділу різних повітряних шарів. Хвильоподібні рухи повітря на такій поверхні утворюють хмари під час висхідних рухів та руйнують їх під час спадних. Такі хмари найчастіше невеликі за площею.

На початку 2017 року, офіційно, як окремий вид, до «Міжнародного атласу хмар» було включено Валові хмари, або так званого «грозового коміра».

### Яруси хмар
Кожний рід хмар спостерігається у визначеному інтервалі висот (ярусі), що залежить від широти. У залежності від висоти основи виділяють:
- хмари верхнього ярусу — в основному складаються з кристалів льоду, тому що вони розташовуються в помірних широтах вище 5 км, у полярних — вище 3 км, у тропічних — вище 6 км. Хмари верхнього ярусу звичайно тонкі й білі за зовнішнім виглядом, але можуть зустрічатися і багатокольорові, коли Сонце розташоване низько над обрієм;
- хмари середнього ярусу — звичайно зустрічаються на висотах 2-7 км для помірних широт, 2-4 км — для полярних і 2-8 км — для тропічних. Оскільки їхні висоти невеликі, то вони переважно складаються з крапельок води, однак, можуть містити і кристалики льоду, коли температура досить низька;
- хмари нижнього ярусу — в основному складаються з крапельок води, тому що вони розташовуються на висотах нижче 2 км. Однак, коли температура досить низька, ці хмари можуть також містити частки льоду і сніг.

Окремо виділяють:
- хмари вертикального розвитку з основою на рівні нижнього ярусу і високими вершинами (іноді до 14 км і вище). Це — купчасті хмари, що мають вид ізольованих хмарних мас, вертикальні розміри яких одного порядку з горизонтальними. Викликаються вони звичайно або температурною конвекцією, або фронтальним підйомом, і можуть рости до висоти 12 км, реалізуючи зростаючу енергію через конденсацію водяної пари в межах самої хмари.

| Ярус                   | Тип                         | Висота (км)    | Висота (км)    | Висота (км)     | Ілюстрація                                   |
| Ярус                   | Тип                         | Полярні широти | Помірні широти | Тропічні широти | Ілюстрація                                   |
| ---------------------- | --------------------------- | -------------- | -------------- | --------------- | -------------------------------------------- |
| Верхній                | А (лат. Cirro; англ. High)  | 3-8            | 5-13           | 6-18            |                                              |
| Середній               | B (лат. Alto; англ. Midium) | 2-4            | 2-7            | 2-8             |                                              |
| Нижній                 | C (лат. Strato; англ. Low)  | до 2           | до 2           | до 2            |                                              |
| Вертикального розвитку | D                           |                |                |                 | Хмара вертикального розвитку, пустеля Мохаве |

### Роди хмар
За формою хмарних утворень виділяється 10 родів хмар, що взаємно виключають один одного:

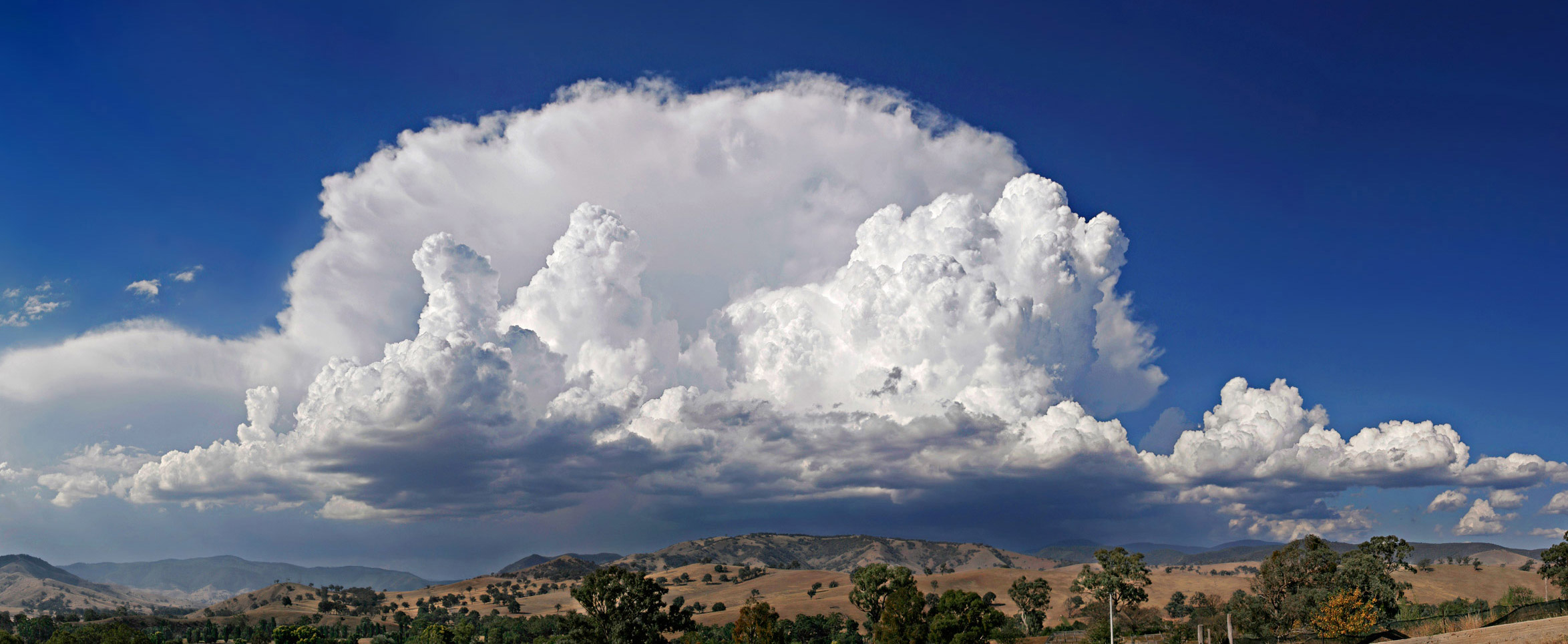
Купчасто-дощові хмари

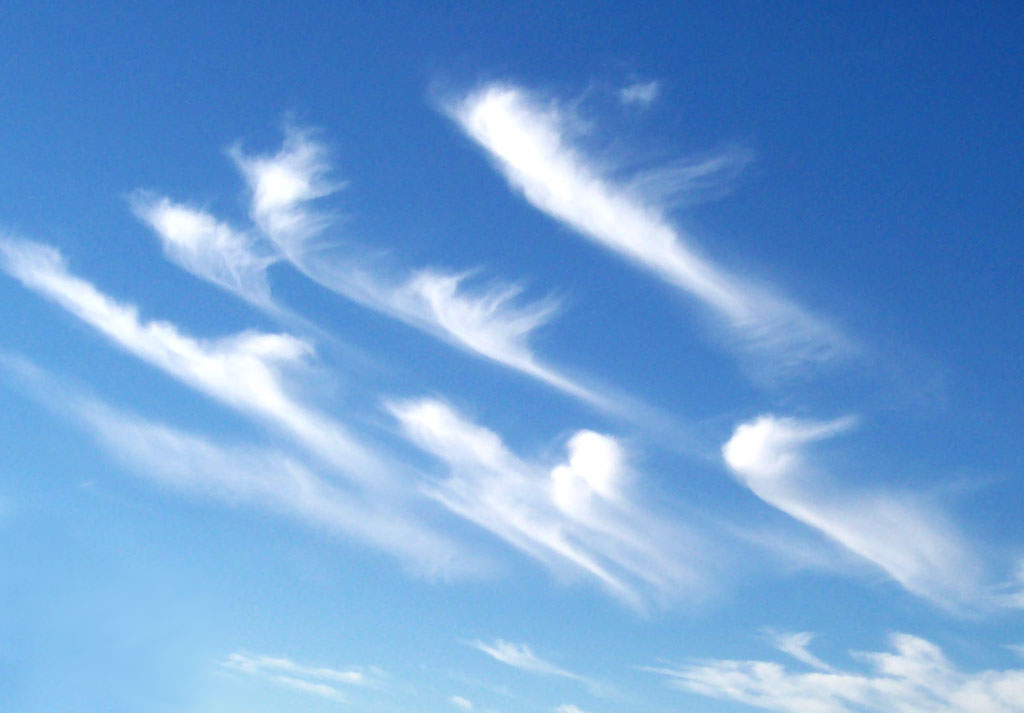
Перисті хмари

| Символ | Рід               | Латинська назва    |
| ------ | ----------------- | ------------------ |
|        | Перисті           | Cirrus (Ci)        |
|        | Перисто-купчасті  | Cirrocumulus (Cc)  |
|        | Перисто-шаруваті  | Cirrostratus (Cs)  |
|        | Високо-купчасті   | Altocumulus (Ac)   |
|        | Високо-шаруваті   | Altostratus (As)   |
|        | Шарувато-купчасті | Stratocumulus (Sc) |
|        | Шаруваті          | Stratus (St)       |
|        | Шарувато-дощові   | Nimbostratus (Ns)  |
|        | Купчасті          | Cumulus (Cu)       |
|        | Купчасто-дощові   | Cumulonimbus (Cb)  |

### Види хмар
Велика частина родів підрозділяється на види за особливостями їхньої форми та внутрішньої структури. Види також взаємно виключаються. Кожна окрема хмара визначеного роду може бути віднесена тільки до одного виду. Наприклад, так звані лентикулярні (лінзоподібні) хмари, що утворюються на гребенях повітряних хвиль у момент їх зіткнення з крутою перешкодою, протягом багатьох років спостерігаються в південних районах Нової Зеландії. В даному випадку, повітряний потік, зіткнувшись зі скелею, спрямовується вгору, формуючи стоячу хвилю. У верхній частині хвилі повітря різко охолоджується, утворюючи водяну пару, з якої формується хмара, що довгий час залишається нерухомою.
Видові назви, застосовані як доповнення до родової назви хмари, такі:
| Вид             | Латинська назва | Скорочення |
| --------------- | --------------- | ---------- |
| Волокнисті      | fibratus        | fid        |
| Кігтеподібні    | uncinus         | unc        |
| Щільні          | spissatus       | spiss      |
| Баштоподібні    | castellanus     | cast       |
| Пластівчасті    | floccus         | floc       |
| Шаруватоподібні | stratiformis    | str        |
| Туманоподібні   | nebulosus       | neb        |
| Сочевицеподібні | lenticularis    | lent       |
| Розірвані       | fractus         | fr         |
| Пласкі          | humilis         | hum        |
| Середні         | mediocris       | med        |
| Потужні         | congestus       | cong       |
| Лисі            | calvus          | calv       |
| Волохаті        | capillatus      | cap        |

### Різновиди хмар
Хмари можна класифікувати за особливостями макроскопічних елементів, а також за більшим або меншим ступенем прозорості. Різновиди взаємно не виключаються. Одна і та ж хмара може бути віднесена до двох або декількох різновидів, або до жодного з них. Назви різновидів, що можуть приєднуватися до назви роду хмар, такі:
| Різновид    | Латинська назва | Скорочення |
| ----------- | --------------- | ---------- |
| переплутані | intortus        | int        |
| хребтовидні | vertebratus     | vert       |
| хвилясті    | undulatus       | und        |
| радіальні   | radiatus        | rad        |
| діряві      | lacunosus       | lac        |
| подвійні    | duplicatus      | dupl       |
| прозорі     | translucidus    | tr         |
| роздільні   | perlucidus      | perl       |
| непрозорі   | opacus          | op         |

Різновиди translucidus і opacus взаємно несумісні.

## Волога у хмарах
Залежно від фазового стану частинок вологи хмари поділяються на:
- Водяні. Водність (кількість вологи у рідкому/твердому стані) таких хмар найбільша — 0,3-4 г/м³.
- Крижані (кристалічні). Водність менша — 0,1-0,5 г/м³.
- Мішані, слугують головним джерелом гідрометеорів — дощу, снігу, граду.

Різні види хмар можуть містити різні об'єми води:
- декілька цеберок — крижані перисто-купчасті (100 х 100 х 20 м);
- до 50 тис. тонн — водно-крижані купчасто-дощові (2000 х 2000 х 8000 м);
- десятки млрд тонн — атмосферні фронти помірних широт (тис. х сотні х 10 км);
- до 100 млрд тонн — величезні тропічні циклони.

## Хмари на інших планетах

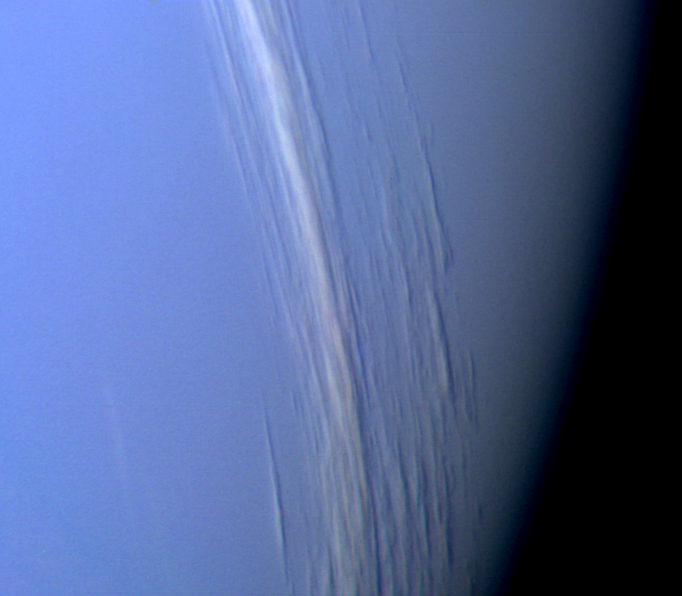
Перисті хмари на Нептуні, зняті під час прольоту "Вояджера-2 ".

Хмарний покрив спостерігався на більшості інших планет Сонячної системи. Густі хмари Венери складаються з діоксиду сірки (через вулканічну активність) і виглядають майже повністю шаруватими. Вони розташовані в три основні шари на висотах від 45 до 65 км, які затуляють поверхню планети і можуть утворювати віхрі. Не виявлено жодних вбудованих купчасто-дощових типів, але у верхньому шарі іноді спостерігаються розірвані стратокупчасті хвильові утворення, які показують більш суцільні шаруваті хмари внизу. На Марсі виявлено сріблясті, перисті, перисто-купчасті та шарувато-купчасті облака, що складаються з води та льоду, переважно поблизу полюсів. На Марсі також виявлено водно-льодові тумани.
І Юпітер, і Сатурн мають зовнішню перисту хмару, що складається з аміаку, проміжний стратиформний шар серпанкової хмари, що складається з гідросульфіду амонію, і внутрішню внутрішню оболонку з купчасто-дощових хмар. Відомо, що купчасті хмари існують поблизу Великої червоної плями на Юпітері. Ті самі типи хмар трапляються на Урані та Нептуні, але всі вони складаються з метану. Супутник Сатурна Титані має перисті хмари, які, як вважають, складаються переважно з метану. Місія Кассіні-Гюйгенса Сатурн докази існування полярних стратосферних хмар і метанового циклу на Титані, включаючи озера біля полюсів і річкові канали на поверхні Місяця.
Відомо, що деякі планети за межами Сонячної системи мають атмосферні хмари. У жовтні 2013 року було оголошено про виявлення висотних оптично густих хмар в атмосфері екзопланети Kepler-7b, а в грудні 2013 року — в атмосферах GJ 436 b і GJ 1214 b.

## У культурі та релігії

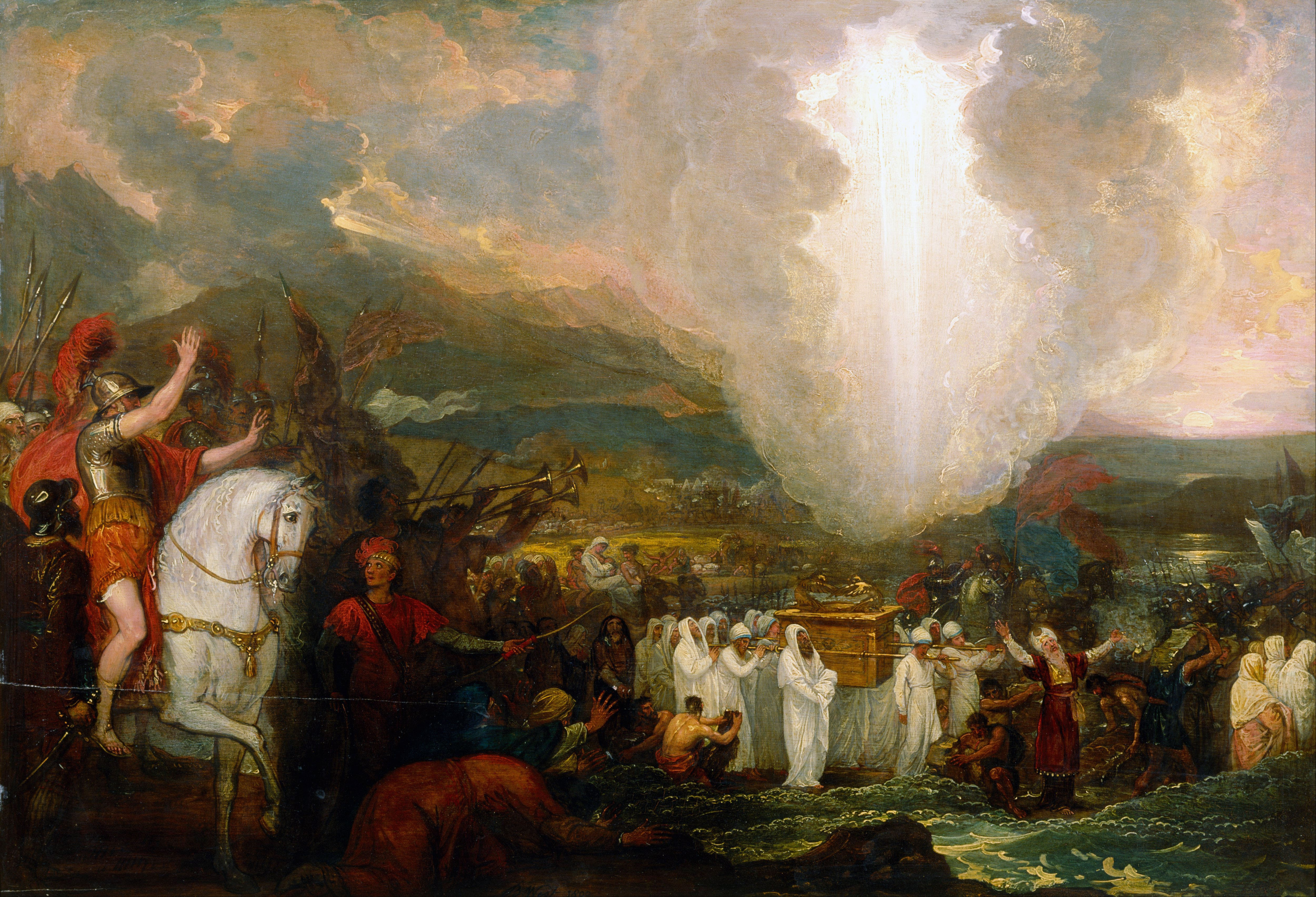
Ісус Навин переходить річку Йордан і Ковчегом Заповіту (1800) Бенджаміна Веста, на якій зображений Ягве, що веде ізраїльтян через пустелю у вигляді хмарного стовпа, як описано у

Хмари відіграють важливу міфічну або ненаукову роль у різних культурах і релігійних традиціях. Стародавні аккадці вірили, що хмари (у метеорології, ймовірно, додаткова характеристика mamma) — це груди богині неба Анту, а дощ — це молоко з її грудей. У Exodus 13:21–22, Яхве описується як такий, що веде ізраїльтян через пустелю у формі «хмарного стовпа» вдень і «вогняного стовпа» вночі. У мандеїзмі утри (небесні істоти) також іноді згадуються як такі, що перебувають в ананах («хмарах»; наприклад, у книзі Правій Гінзі 17, розділ 1), які також можна інтерпретувати як жінок-подружжя.
У давньогрецькій комедії «Хмари», написаній Арістофаном і вперше поставленій на міських Діонісіях в 423 році до нашої ери, філософ Сократ заявляє, що Хмари — єдині справжні божества і каже головному герою Стрепсіаду не поклонятися іншим божествам, крім Хмар, а віддавати шану лише їм. У п'єсі Хмари змінюють форму, щоб показати справжню природу того, хто на них дивиться, перетворюючись на кентаврів при вигляді довговолосого політика, вовків при вигляді казнокрада Саймона, оленів при вигляді боягуза Клеоніма та смертних жінок при вигляді жінкоподібного донощика Клісфена. Їх називають джерелом натхнення для комічних поетів і філософів; вони є майстрами риторики, вважаючи красномовство та софістику своїми «друзями».
У Китаї хмари є символом удачі та щастя. Вважається, що хмари, які накладаються одна на одну (у метеорології, ймовірно дублікатні хмари), означають вічне щастя, а хмари різних кольорів, як кажуть, вказують на «примноження благословення».
Неформальне спостереження за хмарами або вдивляння в хмари — це популярне заняття, що включає в себе спостереження за хмарами та пошук форм у них, різновид парейдолії.